# Eurycea junaluska
Eurycea junaluska — вид земноводних з роду струмкова саламандра родини безлегеневих саламандр.

## Розповсюдження
Вид має обмежений ареал на сході США, де трапляється у кількох річках та струмках у штаті Північна Кароліна.